# Präkambrium
| Äon                                      | Ära                                                 | Periode    | ≈ Alter (mya) |
| später                                   | später                                              | später     | jünger        |
| ---------------------------------------- | --------------------------------------------------- | ---------- | ------------- |
| P r o t e r o z o i k u m Dauer: 1959 Ma | Neoproterozoikum Jungproterozoikum Dauer: 459 Ma    | Ediacarium | 541 ⬍ 635     |
| P r o t e r o z o i k u m Dauer: 1959 Ma | Neoproterozoikum Jungproterozoikum Dauer: 459 Ma    | Cryogenium | 635 ⬍ 720     |
| P r o t e r o z o i k u m Dauer: 1959 Ma | Neoproterozoikum Jungproterozoikum Dauer: 459 Ma    | Tonium     | 720 ⬍ 1000    |
| P r o t e r o z o i k u m Dauer: 1959 Ma | Mesoproterozoikum Mittelproterozoikum Dauer: 600 Ma | Stenium    | 1000 ⬍ 1200   |
| P r o t e r o z o i k u m Dauer: 1959 Ma | Mesoproterozoikum Mittelproterozoikum Dauer: 600 Ma | Ectasium   | 1200 ⬍ 1400   |
| P r o t e r o z o i k u m Dauer: 1959 Ma | Mesoproterozoikum Mittelproterozoikum Dauer: 600 Ma | Calymmium  | 1400 ⬍ 1600   |
| P r o t e r o z o i k u m Dauer: 1959 Ma | Paläoproterozoikum Altproterozoikum Dauer: 900 Ma   | Statherium | 1600 ⬍ 1800   |
| P r o t e r o z o i k u m Dauer: 1959 Ma | Paläoproterozoikum Altproterozoikum Dauer: 900 Ma   | Orosirium  | 1800 ⬍ 2050   |
| P r o t e r o z o i k u m Dauer: 1959 Ma | Paläoproterozoikum Altproterozoikum Dauer: 900 Ma   | Rhyacium   | 2050 ⬍ 2300   |
| P r o t e r o z o i k u m Dauer: 1959 Ma | Paläoproterozoikum Altproterozoikum Dauer: 900 Ma   | Siderium   | 2300 ⬍ 2500   |
| A r c h a i k u m Dauer: 1500 Ma         | Neoarchaikum Dauer: 300 Ma                          |            | 2500 ⬍ 2800   |
| A r c h a i k u m Dauer: 1500 Ma         | Mesoarchaikum Dauer: 400 Ma                         |            | 2800 ⬍ 3200   |
| A r c h a i k u m Dauer: 1500 Ma         | Paläoarchaikum Dauer: 400 Ma                        |            | 3200 ⬍ 3600   |
| A r c h a i k u m Dauer: 1500 Ma         | Eoarchaikum Dauer: 400 Ma                           |            | 3600 ⬍ 4000   |
| H a d a i k u m Dauer: 600 Ma            |                                                     |            | 4000 4600     |

Das Präkambrium (von lat. prae = ‚vor‘ und Kambrium) oder Erdfrühzeit, veraltete Bezeichnung Abiotikum, ist ein Zeitabschnitt in der Erdgeschichte. Es umfasst den Zeitraum von der Entstehung der Erde vor etwa 4,56 Milliarden Jahren bis zum erstmaligen Auftreten von vielzelligen Tieren mit komplexen Verhaltensmustern zu Beginn des Kambriums vor etwa 540 Millionen Jahren.
Das Präkambrium steht als informelle Einheit außerhalb des Rangsystems der Chronostratigraphie und umfasst die Äonen Hadaikum, Archaikum und Proterozoikum.

## Entstehung des Lebens
Im Präkambrium entwickelten sich die ersten Lebewesen, von denen aber nur wenige Fossilien erhalten sind, z. B. Bakterien wie die Cyanobakterien. Der Zeitabschnitt des Präkambriums, aus dem Fossilien bekannt sind, wird manchmal auch als Kryptozoikum bezeichnet und vom Azoikum abgegrenzt, in dem es wahrscheinlich noch kein Leben auf der Erde gab. Jedenfalls herrschten im frühen Präkambrium ganz andere chemische und klimatische Voraussetzungen als später.

### Theorien
Zur Entstehung des Lebens auf der Erde gibt es bisher verschiedene Hypothesen bzw. Theorien (z. B. von den Nobelpreisträgern Manfred Eigen bzw. Richard Kuhn), da solche Entstehungsvorgänge bisher weder in der Natur beobachtet wurden noch experimentell dargestellt werden konnten.
Die erwähnten Theorien beruhen auf sehr allgemeinen physikalisch-chemischen Prinzipien, z. B. der Selbstorganisation nach dem „Prinzip vom kleinsten Zwang“ bzw. der Anpassung an die Verhältnisse in „optimalen Kavitäten“. Man nimmt hierbei an, dass sich das Leben vielleicht in einer „Ursuppe“ durch chemische Reaktionen gebildet haben könnte (siehe Miller-Urey-Experiment). Die extremen Umweltbedingungen, unter denen das Leben entstand, ähneln denen in der Umgebung von Schwarzen und Weißen Rauchern in der Tiefsee. Schwarze Raucher spielten möglicherweise eine entscheidende Rolle in der chemischen Evolution des Lebens.
Andere Theorien vertreten die Annahme, dass das Leben durch den Einschlag von Asteroiden oder Kometen entstanden oder gefördert worden sein soll bzw. einzelne Aminosäuren oder gar lebende Zellen mit extraterrestrischen Gesteinsbrocken auf die Erde gelangt sein könnten (Panspermie).

### Erste Lebewesen
Der genaue Zeitpunkt der Entwicklung des Lebens ist nicht bekannt. Jedoch könnten etwa 3,8 Milliarden Jahre alte Gesteine auf Inseln westlich von Grönland teilweise organischen Ursprungs sein. Die ältesten Stromatolithen, indirekte geologische Zeugnisse der Präsenz und Tätigkeit von Cyanobakterien (früher als Blaugrünalgen bezeichnet) wurden in Westaustralien gefunden und sind 3,46 Milliarden Jahre alt. Ein weiterer Fund im gleichen Gebiet weist auf Bakterien hin, die bereits 100 Millionen Jahre älter sind. Am Ende des Präkambriums existieren jedoch etliche gut erhaltene Hinweise auf frühe Arten.
Gegen Ende des Präkambriums entstanden auch mehrzellige Organismen, die zum Teil zu den Vorläufern noch bestehender Organismengruppen wie Schwämme (Porifera) und Nesseltiere (Cnidaria) gerechnet werden, deren Baupläne zum Teil aber auch kaum oder gar nicht einer heute noch existenten Gruppe von Lebewesen zugeordnet werden können. Fundorte präkambrischer Formationen sind auf der Erde selten, und die alten Gesteine wurden durch tektonische Vorgänge oft mehrfach überformt. Namensgebend für die Ediacara-Fauna, eine Gemeinschaft von Lebewesen des späten Präkambriums, ist die Ediacara-Formation von Flinders Range in Australien, deren Entsprechungen auch in Kanada und Namibia vorkommen. Dieser letzte Abschnitt des Präkambriums wird als Ediacarium bezeichnet, früher auch als Vendium (vgl. Vendobionten).

## Unterteilung des Präkambriums
Das Präkambrium gliedert sich in die folgenden Untereinheiten:
- Äon: Proterozoikum (2500–541 mya)
  - Ära: Neoproterozoikum (1000–541 mya)
    - Periode: Ediacarium (635–541 mya)
    - Periode: Cryogenium (720–635 mya)
    - Periode: Tonium (1000–720 mya)

  - Ära: Mesoproterozoikum (1600–1000 mya)
    - Periode: Stenium (1200–1000 mya)
    - Periode: Ectasium (1400–1200 mya)
    - Periode: Calymmium (1600–1400 mya)

  - Ära: Paläoproterozoikum (2500–1600 mya)
    - Periode: Statherium (1800–1600 mya)
    - Periode: Orosirium (2050–1800 mya)
    - Periode: Rhyacium (2300–2050 mya)
    - Periode: Siderium (2500–2300 mya)
- Äon: Archaikum (4000–2500 mya)
  - Ära: Neoarchaikum (2800–2500 mya)
  - Ära: Mesoarchaikum (3200–2800 mya)
  - Ära: Paläoarchaikum (3600–3200 mya)
  - Ära: Eoarchaikum (4000–3600 mya)
- Äon: Hadaikum (4600–4000 mya)

Die Grenzen der meisten dieser Einheiten entsprechen Durchschnittswerten radiometrisch ermittelter Altersdaten tektonischer Ruhephasen, die auf volle 50 oder 100 Millionen Jahre gerundet sind und Global Standard Stratigraphic Age (GSSA) genannt werden.

## Kontinente und Klima
Die Fundorte der Fossilien der Ediacara-Fauna liegen auf verschiedenen heutigen Kontinenten. Durch diese stratigraphischen Befunde gilt als erwiesen, dass damals die Landmassen zu einem „Superkontinent“ verschmolzen waren, dem man den Namen Rodinia gab. Spuren von präkambrischen Vergletscherungen in Namibia und Kanada sprechen auch für eine oder mehrere weltweite Eiszeiten im Präkambrium (Schneeball Erde). Erst der Übergang zu einem wärmeren Klima machte die Kambrische Explosion, besser zu bezeichnen als Kambrische Radiation, des Lebens auf der Erde zu Beginn des Kambriums möglich.

## Vorschlag zur Neugliederung des Präkambriums
Im Bestreben von der bisherigen Praxis abzurücken, die Grenzen der Untereinheiten des Präkambriums an GSSAs festzumachen, und an ihre Stelle das im Phanerozoikum bereits erfolgreich angewendete GSSP-Prinzip zu setzen, wurde eine Neugliederung des Präkambriums vorgeschlagen. Zwar gibt es in präkambrischen Gesteinen nahezu keine Fossilien, die zur Grenzziehung genutzt werden könnten, jedoch sind auch die GSSPs der phanerozoischen Einheiten nicht ausschließlich durch Fossilmarker, sondern auch durch rein geologische, weltweit nachweisbare Eventmarker definiert. Anhand solcher rein geologischen Marker sollen nun auch im Präkambrium die Einheitengrenzen festgelegt werden. Konsequenzen dieser Neugliederung sind u. a. der Wegfall des Eoarchaikums, die Unterteilung des Hadaikums in zwei Ären und die Gliederung der Ären des Archaikums in Perioden.
Das Präkambrium soll nach diesem Vorschlag wie folgt gegliedert werden:
- Äon: Proterozoikum (2420–541 mya). Das neudefinierte Äon ist 80 Millionen Jahre kürzer, es dauert 1879 Millionen Jahre.
  - Ära: Neoproterozoikum (850–541 mya). Das neudefinierte Neoproterozoikum dauert 309 Millionen Jahre. Es ist um 150 Millionen Jahre verkürzt und verliert seine älteste Periode, das Tonium.
    - Periode: Ediacarium (635–541 mya). Dauer 84 Millionen Jahre, charakterisiert durch die Ausbreitung mehrzelliger Organismen (Ediacara-Fauna).
    - Periode: Cryogenium (850–635 mya). Dauer 215 Millionen Jahre, geprägt von mehreren Vereisungen.

  - Ära: Mesoproterozoikum (1780–850 mya). Das neudefinierte, 930 Millionen Jahre dauernde Mesoproterozoikum beginnt 180 Millionen Jahre früher und endet 150 Millionen Jahre später. Es verlängert sich somit um 330 Millionen Jahre.
    - Periode: Rodinium (1780–850 mya). Dauer 930 Millionen Jahre, ersetzt die drei bisherigen Perioden Calymmium, Ectasium und Stenium. Ist benannt nach dem sehr stabilen Superkontinent Rodinia.

  - Ära: Paläoproterozoikum (2420–1780 mya). Die 640 Millionen Jahre dauernde Ära beginnt 80 Millionen Jahre später und endet 180 Millionen früher. Sie ist um 260 Millionen Jahren verkürzt und verliert ihre vormaligen Perioden Statherium, Orosirium und Rhyacium. An ihre Stelle treten:
    - Periode: Columbium (2060–1780 mya). Dauer 280 Millionen Jahre. Während dieser Periode bildete sich der Superkontinent Columbia.
    - Periode: Jatulium oder Eukaryum (2250–2060 mya). Dauer 190 Millionen Jahre. Die Bezeichnungen verweisen auf die Lomagundi-Jatuli-Isotopenexkursion bzw. auf das erstmalige Auftreten der Eukaryoten.
    - Periode: Oxygenium (2420–2250 mya). Dauer 170 Millionen Jahre. Im Verlauf dieser Periode tritt erstmals freier Sauerstoff in der Erdatmosphäre auf.
- Äon: Archaikum (4030–2420 mya). Dauer 1610 Millionen Jahre. Das neudefinierte Äon ist 110 Millionen Jahre länger, es beginnt 30 Millionen Jahre früher und endet 80 Millionen Jahre später.
  - Ära: Neoarchaikum (2780–2420 mya). Die neudefinierte Ära dauert 360 Millionen Jahre.
    - Periode: Siderium (2630–2420 mya). Bislang dem Paläoproterozoikum zugerechnet. Über 210 Millionen Jahre hinweg wurden riesige Bändererzvorkommen gebildet.
    - Periode: Methanium (2780–2630 mya). In dieser 150 Millionen Jahre dauernden Periode treten methanotrophe Eukaryoten gehäuft auf.

  - Ära: Mesoarchaikum (3490–2780 mya). Die neudefinierte Ära dauert 710 Millionen Jahre.
    - Periode: Pongolum (3020–2780 mya). Diese 240 Millionen Jahre dauernde Periode ist nach der Pongola Supergroup in Südafrika und in Eswatini benannt.
    - Periode: Vaalbarum (3490–3020 mya). Die Bezeichnung ist ein Portmanteau-Begriff, der sich aus den Namen des Transvaal-Kratons in Südafrika und des Pilbara-Kratons in Westaustralien zusammensetzt.

  - Ära: Paläoarchaikum (4030–3490 mya). Die neudefinierte Ära rückt an die Stelle des weggefallenen Eoarchaikums, sie dauert 540 Millionen Jahre.
    - Periode: Isuum (3810–3490 mya). Dauer 320 Millionen Jahre. Die Bezeichnung dieser Periode leitet sich vom Isua-Grünsteingürtel in Grönland ab.
    - Periode: Acastum (4030–3810 mya). Dauer 220 Millionen Jahre. Die neugeschaffene Periode wurde nach dem Acasta-Gneis in Kanada benannt.
- Äon: Hadaikum (4600–4030 Millionen Jahre BP). Das 570 Millionen Jahre dauernde Äon ist 30 Millionen Jahre kürzer.
  - Ära: Jackhillsium oder Zirconium (4404–4030 mya). Dauer 374 Millionen Jahre. Beide Bezeichnungen beziehen sich auf den Jack-Hills-Grünsteingürtel in Westaustralien, aus dem die bisher ältesten detritischen Zirkone und damit die ältesten Relikte einer frühen Erdkruste stammen.[4]
  - Ära: Chaotikum (4600–4404 mya). Dauer 196 Millionen Jahre. Die Bezeichnung verweist auf das mythologische Chaos und die chaotischen Zustände, die bei der Bildung der Erde geherrscht haben.[4]